# 昔むかしのあるところ
『昔むかしのあるところ』（むかしむかしのあるところ）は、ABCラジオ（朝日放送）をキーステーションに、NRN加盟各局に向けて2007年4月から2007年10月21日まで放送されていた昔話の朗読番組である。

## 概要
朝日放送のキャンペーン「こども未来プロジェクト」の企画の一環として放送された。毎回、古くから伝えられている昔話・民話を2本ずつ紹介し、夏木マリと道上洋三アナウンサーがラジオドラマ仕立てで朗読した。
当初は2007年9月30日で番組終了する予定だったが、後番組の大沢在昌原作ラジオドラマ『ザ・ジョーカー』のスタートがプロ野球のクライマックスシリーズと日本選手権シリーズの中継の影響で2007年11月11日に延期されたのに伴い、放送期間が延長された。

## 出演
- 夏木マリ
- 道上洋三（ABCアナウンサー）

以下は青二プロダクション所属
- 島田敏
- 馬場圭介
- 寺本勲
- 坂熊孝彦
- 辻桃子
- 臺奈津樹
- 今村直樹
- 西脇保
- 萩森侚子
- 佐藤正治
- 小松里歌
- 郷里大輔

ほか

## 放送日時
- ABCラジオ 原則として日曜21:00-21:30（プロ野球ナイターの放送がある場合休止となり、その場合、土曜日17:25-17:55に延期するケースもあった）

## 協賛
- 新光証券
- メイスイ